# Silkeborg
Silkeborg är en tätort och stad som utgör centralort i Silkeborgs kommun i Region Mittjylland i Danmark. Staden ligger på den mellersta delen av halvön Jylland, vid ån Gudenå och sjön Silkeborg Langsø, omkring 40 kilometer väster om staden Århus. Silkeborg har 44 333 invånare (2017) och är service- och undervisningscentrum för ett stort område.
Silkeborgs industrier utvecklades på 1800-talet kring Michael Drewsens Silkeborg Papirfabrik (1845, nedlagd 2000), som nu hyser teater, kulturhus, hotell, bio, skola och lägenheter. Det rätvinkliga gatunätet är från tiden då pappersfabriken byggdes. I kulturhuset ligger pappersmuseet Bikuben, ett specialmuseum med fokus på pappersframställning och Silkeborg som pappersstad.

## Kultur
Silkeborg har en skulpturpark. I staden finns även Silkeborg Slot, resterna av ett medeltidsslott beläget på en holme i Silkeborg Langsø, samt Silkeborg Museum, en tidigare herrgård från 1767 och stadens äldsta byggnad. Museet har en stor glassamling. Silkeborg Kunstmuseum har en stor samling av europeisk samtidskonst, huvudsakligen skänkt av Asger Jorn. Här finns också ett färskvattenakvarium och museum med bland annat Tollundmannen, ett välbevarat mosslik från 400-talet f.Kr. Staden är skådeplats för en av Nordens största jazzfestivaler, Riverboat Jazz Festival.

## Sport
Silkeborg IF spelar i danska Superligaen.

## Kommunikationer
Silkeborg är utgångspunkt för hjulångaren S/S Hjejlen. Silkeborgs järnvägsstation öppnade 1871.

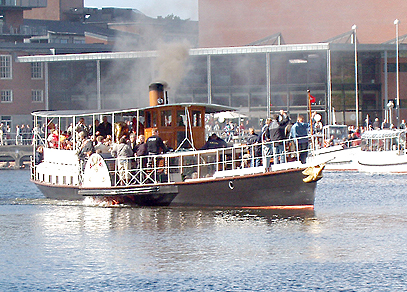
Hjulångaren S/S Hjejlen.